# دوسكيه (كيبك)
دوسكيه (بالإنجليزية: Dosquet, Quebec)‏ هي بلدية محلية في كيبيك تقع في كندا في Lotbinière Regional County Municipality. يقدر عدد سكانها بـ 887 نسمة ومساحتها 64.50 كم2 .